# Кольонія-Стшегоцин
Кольонія-Стшегоцин (пол. Kolonia Strzegocin) — село в Польщі, у гміні Кутно Кутновського повіту Лодзинського воєводства.
У 1975-1998 роках село належало до Плоцького воєводства.